# Phaenocarpa caudata
Phaenocarpa caudata är en stekelart som först beskrevs av Léon Abel Provancher 1881.  Phaenocarpa caudata ingår i släktet Phaenocarpa och familjen bracksteklar. Inga underarter finns listade i Catalogue of Life.